# Rohitukina
La Rohitukina es un alcaloide aislado de las hojas y tallos de Amoora rohituka, de la corteza de Dysoxylum binectariferum y de Schumanniophyton magnifium.

## Actividad biológica
Presenta actividad antiinflamatoria de acuerdo al bioensayo de edema inducido en pata de rata (ED50=9 mg/kg, p.o.) e inhibe la reacción reversa pasiva de Arthus(50.8±5.9%, inhibición a 2.5 mg/kg, p.o.) e inmunomodulatoria, además de que es citotóxico.

## Datos analíticos
[α] 20D = +44.3  ( MeOH); UV: [neutral]λmax208 (ε23442) ;262 (ε12600) ;330 (ε4786) ( MeOH)
Datos espectroscópicos:
A continuación muestra el espectro de resonancia magnética nuclear de protón a 300MHz.

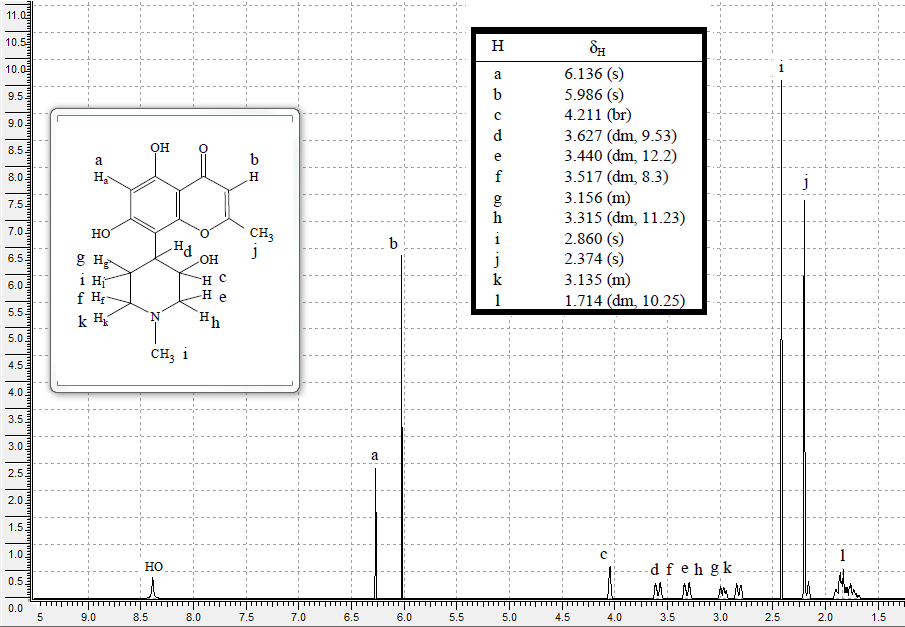
Datos espectroscópicos.

## Derivados
El N-óxido (C16H19NO6, PM = 321.329) es un polvo amorfo, obtenido del extracto Dysoxylum binectariferum.
Las crotacuminas son ésteres de la rohitukina.
| Nombre        | Tipo de éster                           | Fórmula   | PM      | CAS          | [α]22D               | UV                                                           | Fuente de aislamiento |
| Crotacumina B | 3′-Tigloilrohitukina                    | C21H25NO6 | 387.432 | 1187957-52-3 | -84 ( c, 1 in MeOH)  | [neutral]λmax245 (ε15000); 258 (ε16600) ;299 (ε4600) ( MeOH) | Dysoxylum acutangulum |
| Crotacumina C | 3′-O-(3,4,5-Trimetoxibenzoil)rohitukina | C26H29NO9 | 499.516 | 1187957-53-4 | -124 (c, 1 in MeOH)  | (neutral)λmax259 (ε29800) (MeOH)                             | Dysoxylum acutangulum |
| Crotacumina D | 3′-O-(3,4-Dimetoxibenzoil)rohitukina    | C25H27NO8 | 469.490 | 1187957-54-5 | -177 ( c, 1 in MeOH) | (neutral)λmax217 (ε32800); 257 (ε26700) ;294 (ε9700) ( MeOH) | Dysoxylum acutangulum |